# Ал Бейда (област)
Ал Бейда е една от 19-те области на Йемен. Площта ѝ е 9300 км², а населението ѝ е 715 000 жители (по оценка от 2012 г.). Разделена е на 20 окръга. Разположена е в часова зона UTC+3. Официален език е арабският.